# ترانه‌شناسی امیر آرام
امیر آرام خواننده و آهنگ‌ساز مستقل راک ایرانی، در طی فعالیت خود در موسیقی، ۲۰ آلبوم رسمی و چندین تک‌آهنگ منتشر کرد.

## آلبوم‌ها

### هفت روز هفته (۱۹۷۵/۱۳۵۴)
| نام ترانه    | شاعر           | آهنگ‌ساز   | تنظیم‌کننده  |
| ------------ | -------------- | --------- | ----------- |
| هفت روز هفته | فریدون علیخانی | امیر آرام | اریک آرکانت |
| فاتح         | حسن لرنی       | امیر آرام | اریک آرکانت |
| جسم من       | امیر آرام      | امیر آرام | اریک آرکانت |
| دلم تنگه     | فریدون علیخانی | امیر آرام | اریک آرکانت |
| صدای شب      | امیر آرام      | امیر آرام | اریک آرکانت |
| من همینم     | حسن لرنی       | امیر آرام | اریک آرکانت |
| جان عاشق     | مولانا         | امیر آرام | اریک آرکانت |
| من چه دانم   | مولانا         | امیر آرام | اریک آرکانت |
| مرگ پاییز    | امیر آرام      | امیر آرام | اریک آرکانت |

### از زمین تا پلوتون (۱۹۷۶/۱۳۵۵)
| نام ترانه         | شاعر           | آهنگ‌ساز   | تنظیم‌کننده  |
| ----------------- | -------------- | --------- | ----------- |
| نور و سایه        | آرش سزاوار     | امیر آرام | امیر آرام   |
| مولانا            | امیر آرام      | امیر آرام | اریک آرکانت |
| شاعر              | سعید دبیری     | امیر آرام | اریک آرکانت |
| دعا               | فریدون علیخانی | امیر آرام | اریک آرکانت |
| خیلی تنهام        | سعید دبیری     | امیر آرام | اریک آرکانت |
| از زمین تا پلوتون | امیر آرام      | امیر آرام | اریک آرکانت |

### شمس من و خدای من (۱۹۸۰/۱۳۵۹)
| نام ترانه             | شاعر         | آهنگ‌ساز      | تنظیم‌کننده |
| --------------------- | ------------ | ------------ | ---------- |
| من مست و تو دیوانه    | مولانا       | امیر آرام    | امیر آرام  |
| از خونتون بیاین بیرون | سعید دبیری   | امیر آرام    | امیر آرام  |
| وعده کردی             | علی‌اکبر شیدا | علی‌اکبر شیدا | امیر آرام  |
| دختر شیرازی           | محلی شیرازی  | امیر آرام    | امیر آرام  |
| بت چین                | علی‌اکبر شیدا | علی‌اکبر شیدا | امیر آرام  |
| شمس من و خدای من ۱    | مولانا       | امیر آرام    | امیر آرام  |
| شمس من و خدای من ۲    | مولانا       | امیر آرام    | امیر آرام  |
| اگه بارون نباره       | امیر آرام    | امیر آرام    | امیر آرام  |
| دو تا چشم سیاه داری   | بیژن مفید    | امیر آرام    | امیر آرام  |
| اگه مستم (مشکل پسند)  | علی‌اکبر شیدا | امیر آرام    | امیر آرام  |

### هدیه (۱۹۸۱/۱۳۶۰)
| نام ترانه                   | شاعر          | آهنگ‌ساز      | تنظیم‌کننده |
| --------------------------- | ------------- | ------------ | ---------- |
| خیام                        | خیام          | امیر آرام    | امیر آرام  |
| یه پارچه نور                | امیر آرام     | امیر آرام    | امیر آرام  |
| عاشق شدم (با همراهی مارتیک) | امیر آرام     | امیر آرام    | امیر آرام  |
| حقیقت                       | امیر آرام     | امیر آرام    | امیر آرام  |
| هدیه (بی‌کلام)               | هدیه (بی‌کلام) | امیر آرام    | امیر آرام  |
| امشب شب مهتابه              | علی‌اکبر شیدا  | علی‌اکبر شیدا | امیر آرام  |
| اینقدر تورو دوست دارم       | پرویز وکیلی   | امیر آرام    | امیر آرام  |
| مرده بدم زنده شدم           | مولانا        | امیر آرام    | امیر آرام  |
| اگه بارون نباره             | امیر آرام     | امیر آرام    | امیر آرام  |

### خاک (۱۹۸۳/۱۳۶۲)
| نام ترانه            | شاعر                | آهنگ‌ساز   | تنظیم‌کننده                 |
| -------------------- | ------------------- | --------- | -------------------------- |
| خاک                  | ادیب‌الممالک فراهانی | امیر آرام | ناصر چشم‌آذر                |
| شیرین                | امیر آرام           | امیر آرام | امیر آرام و فریدون حیدرنیا |
| دیشب تا سحر          | امیر آرام           | امیر آرام | امیر آرام و فریدون حیدرنیا |
| جسارت (باهمراهی ابی) | امیر آرام           | امیر آرام | امیر آرام و فریدون حیدرنیا |
| خلوت                 | امیر آرام           | امیر آرام | امیر آرام و فریدون حیدرنیا |
| من نه منم            | مولانا              | امیر آرام | ناصر چشم‌آذر                |
| دعا                  | فریدون علیخانی      | امیر آرام | امیر آرام و فریدون حیدرنیا |
| مغرور                | فریدون علیخانی      | امیر آرام | امیر آرام و فریدون حیدرنیا |
| شب که شد             | ناهید ناظمی         | امیر آرام | امیر آرام و فریدون حیدرنیا |
| Primer Amor          |                     |           | امیر آرام و فریدون حیدرنیا |

### بارون (۱۹۸۵/۱۳۶۴)
| نام ترانه    | شاعر           | آهنگ‌ساز   | تنظیم‌کننده، کیبورد و پیانو |
| ------------ | -------------- | --------- | -------------------------- |
| عمر (خیام ۲) | خیام           | امیر آرام | منوچهر چشم‌آذر              |
| عاشقی        | فریدون علیخانی | امیر آرام | منوچهر چشم‌آذر              |
| بارون ببار   | امیر آرام      | امیر آرام | منوچهر چشم‌آذر              |
| کردستان      | امیر آرام      | امیر آرام | منوچهر چشم‌آذر              |
| بخدا عاشقتم  | امیر آرام      | امیر آرام | منوچهر چشم‌آذر              |
| دل           | امیر آرام      | امیر آرام | منوچهر چشم‌آذر              |

### نازنین (۱۹۸۶/۱۳۶۵)
| نام ترانه         | شاعر         | آهنگ‌ساز   | تنظیم‌کننده |
| ----------------- | ------------ | --------- | ---------- |
| نازنین (ناز نکن)  | امیر آرام    | امیر آرام | عبدی یمینی |
| مهمون             | امیر آرام    | امیر آرام | عبدی یمینی |
| اگه روزی تو نباشی | امیر آرام    | امیر آرام | عبدی یمینی |
| وحشی              | وحشی بافقی   | امیر آرام | عبدی یمینی |
| عراقی             | عراقی همدانی | امیر آرام | عبدی یمینی |
| عاشق نبودی        | امیر آرام    | امیر آرام | عبدی یمینی |

### فضا (۱۹۸۸/۱۳۶۷)
| نام ترانه      | شاعر              | آهنگ‌ساز      | تنظیم‌کننده     |
| -------------- | ----------------- | ------------ | -------------- |
| نشون نشون      | امیر آرام         | امیر آرام    | فریدون حیدرنیا |
| صدا            | همایون هوشیارنژاد | امیر آرام    | عبدی یمینی     |
| مهربونی        | همایون هوشیارنژاد | امیر آرام    | عبدی یمینی     |
| فقط تو         | همایون هوشیارنژاد | امیر آرام    | عبدی یمینی     |
| بازم اون نیومد | همایون هوشیارنژاد | امیر آرام    | عبدی یمینی     |
| بت چین         | علی‌اکبر شیدا      | علی‌اکبر شیدا | عبدی یمینی     |
| وای وای        | امیر آرام         | امیر آرام    | فریدون حیدرنیا |
| عراقی          | عراقی همدانی      | امیر آرام    | امیر آرام      |

### هفته (۱۹۹۱/۱۳۶۹)
| نام ترانه | شاعر           | آهنگ‌ساز   | تنظیم‌کننده  |
| --------- | -------------- | --------- | ----------- |
| حبیب جانم | امیر آرام      | امیر آرام | امیر آرام   |
| سرداری    | امیر آرام      | امیر آرام | امیر آرام   |
| پرواز     | امیر آرام      | امیر آرام | امیر آرام   |
| اگر روزی  | امیر آرام      | امیر آرام | امیر آرام   |
| هفته      | فریدون علیخانی | امیر آرام | سعید قربانی |
| مولانا    | امیر آرام      | امیر آرام | امیر آرام   |
| صدای شب   | امیر آرام      | امیر آرام | امیر آرام   |
| من و تو   | امیر آرام      | امیر آرام | امیر آرام   |

### دیوار (۱۹۹۳/۱۳۷۲)
| نام ترانه            | شاعر        | آهنگ‌ساز            | تنظیم‌کننده |
| -------------------- | ----------- | ------------------ | ---------- |
| دیوار                | امیر آرام   | امیر آرام          | امیر آرام  |
| فقط تورو می‌بینم      | امیر آرام   | امیر آرام          | امیر آرام  |
| آرزو                 | امیر آرام   | امیر آرام          | امیر آرام  |
| انقدر تورو دوست دارم | پرویز وکیلی | امیر آرام          | امیر آرام  |
| سماع ۱               | امیر آرام   | امیر آرام          | امیر آرام  |
| نذار بمیرم           | امیر آرام   | امیر آرام          | امیر آرام  |
| منو بشناس            | امیر آرام   | امیر آرام          | امیر آرام  |
| سماع ۲               | امیر آرام   | امیر آرام          | امیر آرام  |
| گنجشکک اشی‌مشی        | مثل قدیمی   | اسفندیار منفردزاده | امیر آرام  |
| به تو محتاجم         | امیر آرام   | امیر آرام          | امیر آرام  |

### عاشقانه (۱۹۹۵/۱۳۷۴)
| نام ترانه       | شاعر         | آهنگ‌ساز   | تنظیم‌کننده |
| --------------- | ------------ | --------- | ---------- |
| عاشقانه         | امیر آرام    | امیر آرام | امیر آرام  |
| باورم کن        | امیر آرام    | امیر آرام | امیر آرام  |
| اگه بارون نباره | امیر آرام    | امیر آرام | امیر آرام  |
| فقط تو          | امیر آرام    | امیر آرام | امیر آرام  |
| نوایی           | طبیب اصفهانی | بازسازی   | امیر آرام  |
| دلبر            | امیر آرام    | امیر آرام | امیر آرام  |
| یار من          | امیر آرام    | امیر آرام | امیر آرام  |
| نگین            | امیر آرام    | امیر آرام | امیر آرام  |
| بلات به‌جونم     | امیر آرام    | امیر آرام | امیر آرام  |

### عرفان (۱۹۹۶/۱۳۷۵)
| نام ترانه       | شاعر  | آهنگ‌ساز   | تنظیم‌کننده |
| --------------- | ----- | --------- | ---------- |
| عاشقان          | مولوی | امیر آرام | امیر آرام  |
| پوشیده          | مولوی | امیر آرام | امیر آرام  |
| شمس منو خدای من | مولوی | امیر آرام | امیر آرام  |
| بشنو از نی      | مولوی | امیر آرام | امیر آرام  |
| مسلمانان        | مولوی | امیر آرام | امیر آرام  |
| یار مرا         | مولوی | امیر آرام | امیر آرام  |
| پرده نو         | مولوی | امیر آرام | امیر آرام  |
| طاعت من سجود من | مولوی | امیر آرام | امیر آرام  |
| عدم             | مولوی | امیر آرام | امیر آرام  |

### معنا (۱۹۹۹/۱۳۷۸)
| نام ترانه         | شاعر      | آهنگ‌ساز   | تنظیم‌کننده |
| ----------------- | --------- | --------- | ---------- |
| سرور              | امیر آرام | امیر آرام | امیر آرام  |
| عشق               | امیر آرام | امیر آرام | امیر آرام  |
| نگاه              | امیر آرام | امیر آرام | امیر آرام  |
| نه هر عشقی        | امیر آرام | امیر آرام | امیر آرام  |
| مرحبا             | امیر آرام | امیر آرام | امیر آرام  |
| معنا              | امیر آرام | امیر آرام | امیر آرام  |
| تورو تنها نمیذارم | امیر آرام | امیر آرام | امیر آرام  |
| من و تو ماییم     | امیر آرام | امیر آرام | امیر آرام  |

### پرواز (۲۰۰۰/۱۳۷۹)
| نام ترانه    | شاعر                | آهنگ‌ساز   | تنظیم‌کننده |
| ------------ | ------------------- | --------- | ---------- |
| بپاخیز       | امیر آرام           | امیر آرام | امیر آرام  |
| مغرور        | فریدون علیخانی      | امیر آرام | امیر آرام  |
| پرواز        | امیر آرام           | امیر آرام | امیر آرام  |
| بخدا عاشقتم  | امیر آرام           | امیر آرام | امیر آرام  |
| وقتی تو رفتی | امیر آرام           | امیر آرام | امیر آرام  |
| آرزو         | امیر آرام           | امیر آرام | امیر آرام  |
| خاک          | ادیب‌الممالک فراهانی | امیر آرام | امیر آرام  |
| اگه روزی     | امیر آرام           | امیر آرام | امیر آرام  |
| عراقی        | عراقی همدانی        | امیر آرام | امیر آرام  |
| دریای نور    | مولانا              | امیر آرام | امیر آرام  |
| درود         | امیر آرام           | امیر آرام | امیر آرام  |
| معراج        | امیر آرام           | امیر آرام | امیر آرام  |

### اسرار (۲۰۰۲/۱۳۸۱)
| نام ترانه           | شاعر   | آهنگ‌ساز   | تنظیم‌کننده |
| ------------------- | ------ | --------- | ---------- |
| خوشا خوشا           | مولانا | امیر آرام | امیر آرام  |
| نفس کل              | مولانا | امیر آرام | امیر آرام  |
| وصل و لقا           | مولانا | امیر آرام | امیر آرام  |
| باز آمدم            | مولانا | امیر آرام | امیر آرام  |
| خنک آن کس           | مولانا | امیر آرام | امیر آرام  |
| ای تن و جان بنده او | مولانا | امیر آرام | امیر آرام  |
| چه دانستم           | مولانا | امیر آرام | امیر آرام  |
| حیلت رها کن         | مولانا | امیر آرام | امیر آرام  |
| میل و هوا           | مولانا | امیر آرام | امیر آرام  |
| مولانا اغنانا       | مولانا | امیر آرام | امیر آرام  |

### خاطره‌ها (۲۰۰۵/۱۳۸۴)
| نام ترانه             | شاعر           | آهنگ‌ساز   | تنظیم‌کننده           |
| --------------------- | -------------- | --------- | -------------------- |
| نه هر عشقی            | امیر آرام      | امیر آرام | امیر آرام و آندرانیک |
| نوایی نوایی           | طبیب اصفهانی   | امیر آرام | امیر آرام و آندرانیک |
| بخدا عاشقتم           | امیر آرام      | امیر آرام | امیر آرام و آندرانیک |
| منو تو ماییم          | امیر آرام      | امیر آرام | امیر آرام و آندرانیک |
| راز                   | امیر آرام      | امیر آرام | امیر آرام و آندرانیک |
| پرواز                 | امیر آرام      | امیر آرام | امیر آرام و آندرانیک |
| مرحبا                 | امیر آرام      | امیر آرام | امیر آرام و آندرانیک |
| اینقدر تورو دوست دارم | پرویز وکیلی    | امیر آرام | امیر آرام و آندرانیک |
| نیاز                  | امیر آرام      | امیر آرام | امیر آرام و آندرانیک |
| اگه روزی تو نباشی     | امیر آرام      | امیر آرام | امیر آرام و آندرانیک |
| معنا                  | امیر آرام      | امیر آرام | امیر آرام و آندرانیک |
| مغرور                 | فریدون علیخانی | امیر آرام | امیر آرام و آندرانیک |
| مولانا                | امیر آرام      | امیر آرام | امیر آرام و آندرانیک |

### عشق (۲۰۰۸/۱۳۸۷)
| نام ترانه  | شاعر      | آهنگ‌ساز   | تنظیم‌کننده |
| ---------- | --------- | --------- | ---------- |
| دلا        | مولانا    | امیر آرام | امیر آرام  |
| یوسف       | مولانا    | امیر آرام | امیر آرام  |
| کی هستم من | رهی معیری | امیر آرام | امیر آرام  |
| دوش        | مولانا    | امیر آرام | امیر آرام  |
| عشق        | مولانا    | امیر آرام | امیر آرام  |
| مهتاب      | مولانا    | امیر آرام | امیر آرام  |
| پنهان      | مولانا    | امیر آرام | امیر آرام  |
| راست بگو   | مولانا    | امیر آرام | امیر آرام  |
| خوبی       | مولانا    | امیر آرام | امیر آرام  |

### یادگار (۲۰۱۲/۱۳۹۱)
| نام ترانه         | شاعر         | آهنگ‌ساز   | تنظیم‌کننده |
| ----------------- | ------------ | --------- | ---------- |
| من نه منم         | مولانا       | امیر آرام | امیر آرام  |
| عاشقم من          | امیر آرام    | امیر آرام | امیر آرام  |
| تورو تنها نمیزارم | امیر آرام    | امیر آرام | امیر آرام  |
| جسارت             | امیر آرام    | امیر آرام | امیر آرام  |
| بهت محتاجم        | امیر آرام    | امیر آرام | امیر آرام  |
| باورم کن          | امیر آرام    | امیر آرام | امیر آرام  |
| من                | امیر آرام    | امیر آرام | امیر آرام  |
| پرواز             | امیر آرام    | امیر آرام | امیر آرام  |
| اگه بارون نباره   | امیر آرام    | امیر آرام | امیر آرام  |
| اجازه             | امیر آرام    | امیر آرام | امیر آرام  |
| نوایی             | طبیب اصفهانی | امیر آرام | امیر آرام  |
| قیام              | امیر آرام    | امیر آرام | امیر آرام  |
| مسلمانان          | امیر آرام    | امیر آرام | امیر آرام  |
| بخدا عاشقتم       | امیر آرام    | امیر آرام | امیر آرام  |
| معنا              | امیر آرام    | امیر آرام | امیر آرام  |

### راز نهان (۲۰۱۴/۱۳۹۳)
| نام ترانه                     | شاعر      | آهنگ‌ساز   | تنظیم‌کننده |
| ----------------------------- | --------- | --------- | ---------- |
| آنکه دل دارد در این دنیا غریب | امیر آرام | امیر آرام | امیر آرام  |
| عشق                           | امیر آرام | امیر آرام | امیر آرام  |
| دنیای فریب                    | امیر آرام | امیر آرام | امیر آرام  |
| دوزخ و بهشت                   | امیر آرام | امیر آرام | امیر آرام  |
| عارف ربانی                    | امیر آرام | امیر آرام | امیر آرام  |
| عقل و جان                     | امیر آرام | امیر آرام | امیر آرام  |
| پاک گردیم                     | امیر آرام | امیر آرام | امیر آرام  |
| دریای عشق                     | امیر آرام | امیر آرام | امیر آرام  |
| دفتر جان                      | امیر آرام | امیر آرام | امیر آرام  |
| مناجات ۱                      | امیر آرام | امیر آرام | امیر آرام  |
| حق خارج از ذهن بشر            | امیر آرام | امیر آرام | امیر آرام  |
| زشت و زیبا                    | امیر آرام | امیر آرام | امیر آرام  |
| نور جان                       | امیر آرام | امیر آرام | امیر آرام  |
| مناجات ۲                      | امیر آرام | امیر آرام | امیر آرام  |
| خالق این روزگار               | امیر آرام | امیر آرام | امیر آرام  |
| بیا                           | امیر آرام | امیر آرام | امیر آرام  |
| از تو بود                     | امیر آرام | امیر آرام | امیر آرام  |
| ملاقات                        | امیر آرام | امیر آرام | امیر آرام  |
| وقت است تو را ببینم           | امیر آرام | امیر آرام | امیر آرام  |
| صبح امید                      | امیر آرام | امیر آرام | امیر آرام  |

### احساس (۲۰۱۶/۱۳۹۵)
| نام ترانه             | شاعر        | آهنگ‌ساز   | تنظیم‌کننده |
| --------------------- | ----------- | --------- | ---------- |
| به تو ای دوست سلام    | مهدی داوودی | امیر آرام | امیر آرام  |
| چه زیبا میشد این دنیا | مهدی داوودی | امیر آرام | امیر آرام  |
| احساس                 | امیر آرام   | امیر آرام | امیر آرام  |
| لیبریتی               | امیر آرام   | امیر آرام | امیر آرام  |
| خیال                  | بیتا امیری  | امیر آرام | امیر آرام  |
| صبر کن                | امیر آرام   | امیر آرام | امیر آرام  |
| گل سحر                | امیر آرام   | امیر آرام | امیر آرام  |
| وقتی که تو رفتی       | امیر آرام   | امیر آرام | امیر آرام  |

## تک‌آهنگ‌ها
- مفتعلن
- سنگ
- دعا
- یار مرا
- طلسم
- بیا بیا
- برخیز شتربانا
- بلات به‌جونم
- طاعت من
- چه باید کرد
- خلق به‌پاخاسته
- ما در خیابانیم
- قیام
- پیروزی
- نوروز
- عشاق